# Asota antica
Asota antica är en fjärilsart som beskrevs av Francis Walker 1856.
Asota antica ingår i släktet Asota och familjen nattflyn. Inga underarter finns listade i Catalogue of Life.